# Alina Szczurek-Boruta
Alina Anna Szczurek-Boruta – polska pedagog, doktor habilitowany nauk humanistycznych, adiunkt Instytutu Pedagogiki Wydziału Nauk Społecznych Uniwersytetu Śląskiego.

## Życiorys
W 1989 ukończyła studia pedagogiczne na Uniwersytecie Śląskim w Katowicach (filia w Cieszynie, Wydział Pedagogiczno-Artystyczny, kierunek pedagogika), broniąc pracę magisterską Wartości prospołeczne w treściach programowych języka polskiego w klasie drugiej, 23 stycznia 1996 obroniła pracę doktorską Społeczne, osobowościowe i pedagogiczne determinanty interakcji nauczyciela i uczniów w procesie edukacji, 7 października 2008 habilitowała się na podstawie oceny dorobku naukowego i pracy zatytułowanej Zadania rozwojowe młodzieży i edukacyjne warunki ich wypełniania w środowiskach zróżnicowanych kulturowo i gospodarczo - studium pedagogiczne. 23 września 2017 nadano jej tytuł profesora w zakresie nauk społecznych.
Objęła funkcję adiunkta w Instytucie Pedagogiki na Wydziale Nauk Społecznych Uniwersytetu Śląskiego w Katowicach.
Jej zainteresowania badawcze obejmują między innymi: badania problematyki pogranicza polsko-czeskiego, w tym kwestie szkolnictwa, zagadnienia relacji uczeń – nauczyciel, edukację szkolną w społecznościach wielokulturowych, zadania rozwojowe młodzieży oraz wskaźniki ich wypełniania oraz pedagogikę międzykulturową.